# Franco Ianeselli
Franco Ianeselli (Trento, 5 agosto 1978) è un politico e sindacalista italiano, sindaco di Trento dal 23 settembre 2020.

## Biografia
Nato a Trento il 5 agosto 1978, ha frequentato il liceo Da Vinci e successivamente la Facoltà di Sociologia nella città natale, laureandosi con il massimo dei voti nel 2014.

### Carriera sindacale
Nel 2000 si iscrive alla CGIL, ricoprendo dal 2001 al 2006 il ruolo di responsabile dell'ufficio stampa del sindacato in Trentino. Dopo essere stato dal 2006 al 2014 membro della segreteria provinciale della CGIL, ne viene eletto segretario nel 2015. Si dimette nel gennaio 2020, in occasione del varo della sua candidatura a sindaco.

### Carriera politica
Ianeselli si è candidato alla carica di sindaco di Trento in occasione delle elezioni comunali del 2020, sostenuto da una larga coalizione di centro-sinistra; è stato eletto al primo turno con il 54,7%, staccando di oltre 20 punti percentuali il rivale di centro-destra Andrea Merler.
Nel corso del suo mandato, la città di Trento è stata Capitale europea e italiana del volontariato 2024.
Ianeselli è nuovamente candidato a sindaco di Trento, sostenuto dal centro-sinistra, per le elezioni comunali del 4 maggio 2025. Viene rieletto sindaco di Trento al primo turno con il 54,6% dei voti, ripetendo il risultato delle elezioni comunali del 2020, e staccando la diretta avversaria, Ilaria Goio sostenuta dal centro-destra, di 27,8 punti.